# چیشیلی
چیشیلی (به لاتین: Chishili) یک منطقهٔ مسکونی در روسیه است که در شهرستان داخادایفسکی واقع شده‌است.